# 1124
1124 (MCXXIV) je bilo prestopno leto, ki se je po julijanskem koledarju začelo na torek.

## Dogodki

### Evropa
- 26. marec - Angleški kralj Henrik I. porazi iz zasede še zadnje uporne barone v Normandiji in jih oslepi.
- 23. april - Umrlega škotskega kralja Aleksandera I. nasledi njegov mlajši brat David I., ki ima zaslombo v angleškem kralju Henriku I.
- 16. december - Umrlega papeža Kalista II. nasledi Honorij II., 163. papež po seznamu, član rimske rodbine Frangipani.[1] Hkrati v vsej zmedi druga, manjša skupina kardinalov-škofov izvoli še drugega papeža Celestina II.,[2] član rimske rodbine Pierleoni, ki pa se še istega dne odstavijo Frangipaniji. Celestin II. dobi naknadno status protipapeža.
- 21. december - Posvetitev novega papeža Honorija II.
- Ker se je večina beneške flote nahajala v Sveti deželi, je ogrski kralj Štefan II. izkoristil njeno odsotnost in zavzel dalmatinska mesta.

### Ostalo
- 7. julij - Po več kot dvajsetih letih obleganja pade še zadnja muslimanska enklava znotraj križarskega ozemlja, fatimidsko obalno mesto Tir.
- 8. oktober → Po izpustitvi Balduin II. Jeruzalemski nemudoma začne z obleganjem Alepa. 1125
- Jeruzalemski kralj Balduin II. in edeški grof Joscelin I. sta proti visoki odkupnini izpuščena iz seldžuškega ujetništva.↓
- Maroko: začetek organiziranja odpora Almohadov v pogorju Visoki Atlas proti vladajočim Almoravidom. Odpor organizira voditelj Almohadov Ibn Tumart.
- Grenlandija: posvečena je stolnica v Gardarju in s tem ustanovljena istoimenska grenlandska škofija, ki ima na skrbi dušni blagor potomcev vikinških kolinistov Vzhodne in (manjše) Zahodne naselbine.
- Ustanovljen Karakitajski kanat, ukinjen leta 1218.

## Rojstva
- Al-Mustandžid, abasidski kalif († 1170)
- Otokar III., štajerski mejni grof († 1164)
- Ratibor I., vojvoda Pomorjanskega († 1156)
- cesar Renzong, dinastija Zahodna Xia († 1193)

## Smrti
- 2. februar - Borživoj II., češki vojvoda (* 1064)
- 23. april - Aleksander I., škotski kralj (* 1078)
- 12. junij - Hassan-i Sabbah, ustanovitelj asasinov
- 13. december - papež Kalist II.
- Guibert iz Nogenta, benediktanski menih, zgodovinar, teolog (* 1055)